# Оніхофагія

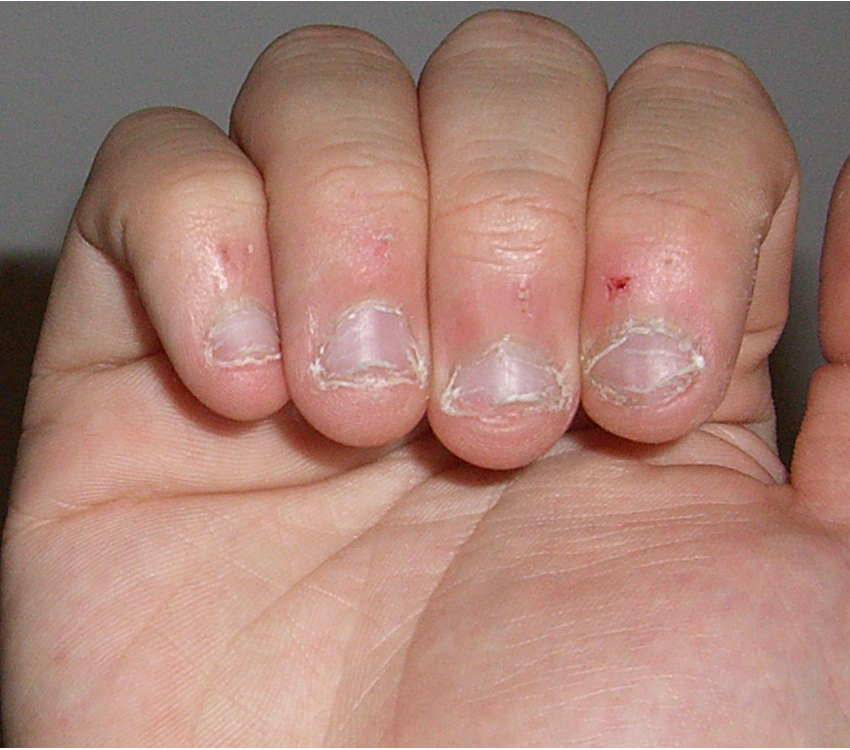

Оніхофагія (від грец. onyx — ніготь і грец. phagein — їсти, пожирати; кусання («гризіння») нігтів) — психічний розлад, що виражається в нав'язливому обкушуванні нігтів.

## Епідеміологія
Хоча це рідко трапляється до трьох років, приблизно 30 відсотків дітей у віці від семи до 10 років і 45 відсотків підлітків гризуть нігті. Нарешті, поширеність зменшується серед дорослих. Цифри можуть відрізнятися в різних дослідженнях і можуть бути пов'язані з географічними та культурними відмінностями. Частка суб'єктів, які коли-небудь мали таку звичку (поширеність протягом життя), може бути набагато вищою, ніж частка тих, хто зараз гризе цвяхи (поширеність за певний момент часу). Хоча, здається, гендерної кореляції немає, результати епідеміологічних досліджень з цього питання не є повністю послідовними. Це може бути недостатньо визнаним, оскільки люди схильні заперечувати або ігнорувати його негативні наслідки, що ускладнює його діагностику. Наявність батька з психічним розладом також є фактором ризику.

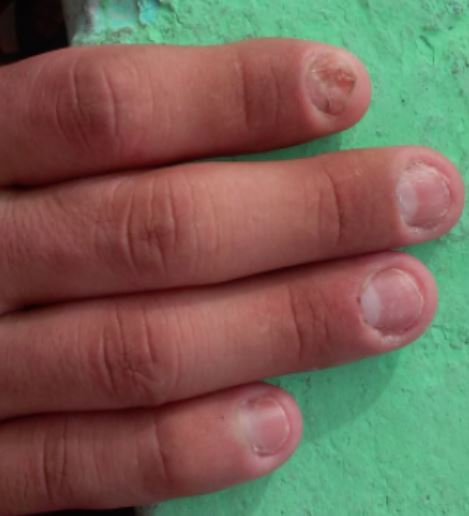
Оніхофагія

## Ознаки та симптоми
Гризання нігтів зазвичай призводить до шкідливих наслідків для пальців, таких як інфекції. Ці наслідки є прямим похідним від фізичного ушкодження від укусів або від того, що руки стають переносником інфекції. Крім того, це також може мати соціальний вплив, наприклад, соціальне відсторонення та уникнення рукостискань.
Десять нігтів зазвичай однаково покусані приблизно в однаковій мірі. Часто також відкушується прилегла шкіра, що називається періоніхофагією, окремим випадком дерматофагії. Обкушування нігтів може призвести до пошкодження шкіри на кутикулі. Коли кутикули видаляються неправильно, вони сприйнятливі до мікробних і вірусних інфекцій, таких як пароніхія. Після цього слина може почервоніти та інфікувати шкіру. У рідкісних випадках нігті можуть сильно деформуватися після багатьох років обкушування нігтів через руйнування нігтьового ложа.
Гризання нігтів може бути пов'язано з проблемами порожнини рота, такими як пошкодження ясен і неправильний прикус передніх зубів. Він також може перенести гострики або бактерії, що знаходяться під поверхнею нігтя, з області заднього проходу в рот. Якщо відгризені нігті проковтнути, іноді можуть виникнути проблеми зі шлунком.
Гризання нігтів може бути джерелом почуття провини та сорому у того, хто гризе нігті, зниження якості життя та посилення стигматизації у внутрішньому сімейному колі чи на суспільному рівні.

### Супутні розлади
Інші повторювані форми поведінки, зосереджені на тілі, включають розлад екскоріації (колупання шкіри), дерматофагію (кусання шкіри) і трихотілломанія (бажання висмикувати волосся), і всі вони, як правило, співіснують з гризанням нігтів. Як пероральна парафункціональна діяльність, вона також пов'язана з бруксизмом (стисканням і скреготом зубів) та іншими звичками, такими як жування ручки та кусання щоки.
У дітей кусання нігтів найчастіше супроводжується синдромом дефіциту уваги з гіперактивністю (75 % випадків кусання нігтів у дослідженні) та іншими психічними розладами, включаючи опозиційно-зухвалий розлад (36 %) і тривожний розлад розлуки (21 %). Це також частіше зустрічається серед дітей і підлітків з обсесивно-компульсивним розладом. У дослідженні виявилося, що кусання нігтів є більш поширеним у чоловіків з розладами харчування, ніж у тих, хто їх не має.

## Лікування
Найпоширенішим лікуванням, яке є дешевим і широко доступним, є нанесення на нігті прозорого лаку з гірким смаком. Зазвичай використовується денатоній бензоат, найбільш гірка хімічна сполука з відомих. Гіркий смак позбавляє від звички гризти нігті.
Поведінкова терапія є корисною, коли простіші заходи неефективні. Habit Reversal Training (HRT), який має на меті відучити звичку гризти нігті та, можливо, замінити її більш конструктивною звичкою, показав свою ефективність порівняно з плацебо у дітей та дорослих. Дослідження з участю дітей показало, що результати ГЗТ були кращими, ніж або відсутність лікування взагалі, або маніпулювання предметами як альтернативна поведінка, що є ще одним можливим підходом до лікування. На додаток до ЗГТ, стимуляційна терапія використовується як для виявлення, так і для усунення стимулу, який часто викликає бажання кусатися. Іншими поведінковими техніками, які були досліджені з попередніми позитивними результатами, є техніки самодопомоги, такі як відокремлення та використання браслетів як незнімних нагадувань. Зовсім недавно технологічні компанії почали виробляти носимі пристрої та додатки для смарт-годинників, які відстежують положення рук користувачів, але наразі жодних досліджень не було опубліковано.
Іншим способом лікування хронічного гризу нігтів є використання стоматологічного пристрою, який запобігає пошкодженню передніх зубів нігтів і навколишніх кутикул. Приблизно через два місяці пристрій призводить до повного придушення бажання гризти нігті.
Докази щодо ефективності ліків дуже обмежені, і вони не використовуються регулярно. Невелике подвійне сліпе рандомізоване клінічне дослідження за участю дітей і підлітків показало, що N-ацетилцистеїн, модулятор глутатіону і глутамату, може бути більш ефективним, ніж плацебо, у зниженні гризу нігтів.
Косметика для нігтів може допомогти зменшити соціальні наслідки кусання нігтів.
Незалежно від використовуваного методу, освіта батьків є корисною у випадку маленьких дітей, які кусають нігті, щоб максимізувати ефективність програм лікування, оскільки певна поведінка батьків або інших членів сім'ї може сприяти увічненню проблеми. Наприклад, було показано, що покарання не кращі, ніж плацебо, і в деяких випадках можуть навіть збільшити частоту гризів нігтів.